# Laeops nigromaculatus
Laeops nigromaculatus är en fiskart som beskrevs av Von Bonde 1922. Laeops nigromaculatus ingår i släktet Laeops och familjen tungevarsfiskar. Inga underarter finns listade i Catalogue of Life.